# Estação Hospital (Merval)
A Estação Hospital é uma das estações do Metrô de Valparaíso, situada em Viña del Mar, entre a Estação Viña del Mar e a Estação Chorrillos. É administrada pelo Metro Regional de Valparaíso S.A..
Foi inaugurada em 23 de novembro de 2005. Localiza-se no cruzamento da Rua Álvarez com a Rua Simon Bolívar. Atende o setor Centro.